# El Plantao
El Plantao es una aldea perteneciente a la parroquia de Bustantigo, en el concejo de Allande, comarca del Narcea, Principado de Asturias, España.